# Porto Nacional
Porto Nacional este un oraș în Tocantins (TO), Brazilia.